# Sarca-Mincio
A Sarca-Mincio vagy Sarca-Garda-Mincio egy összefüggő természetes vízfolyás Észak-Olaszországban, mely a Sarca folyóból (77 km hosszan), a Garda-tóból (51,5 km) és a és a Mincio folyóból (75 km) áll. 
A Sarca a Presanella-hegységben ered és Garda-tó északi végébe torkollik, a Mincio a Garda-tó déli medencéjéből lép ki és Governolónál a Pó folyóba ömlik. A két folyóból és a tóból álló, összefüggőnek tekintett vízfolyás teljes hossza 203 km, emiatt Olaszország 11. leghosszabb folyóvizének tekintik.

## Fekvése

### A Sarca folyó

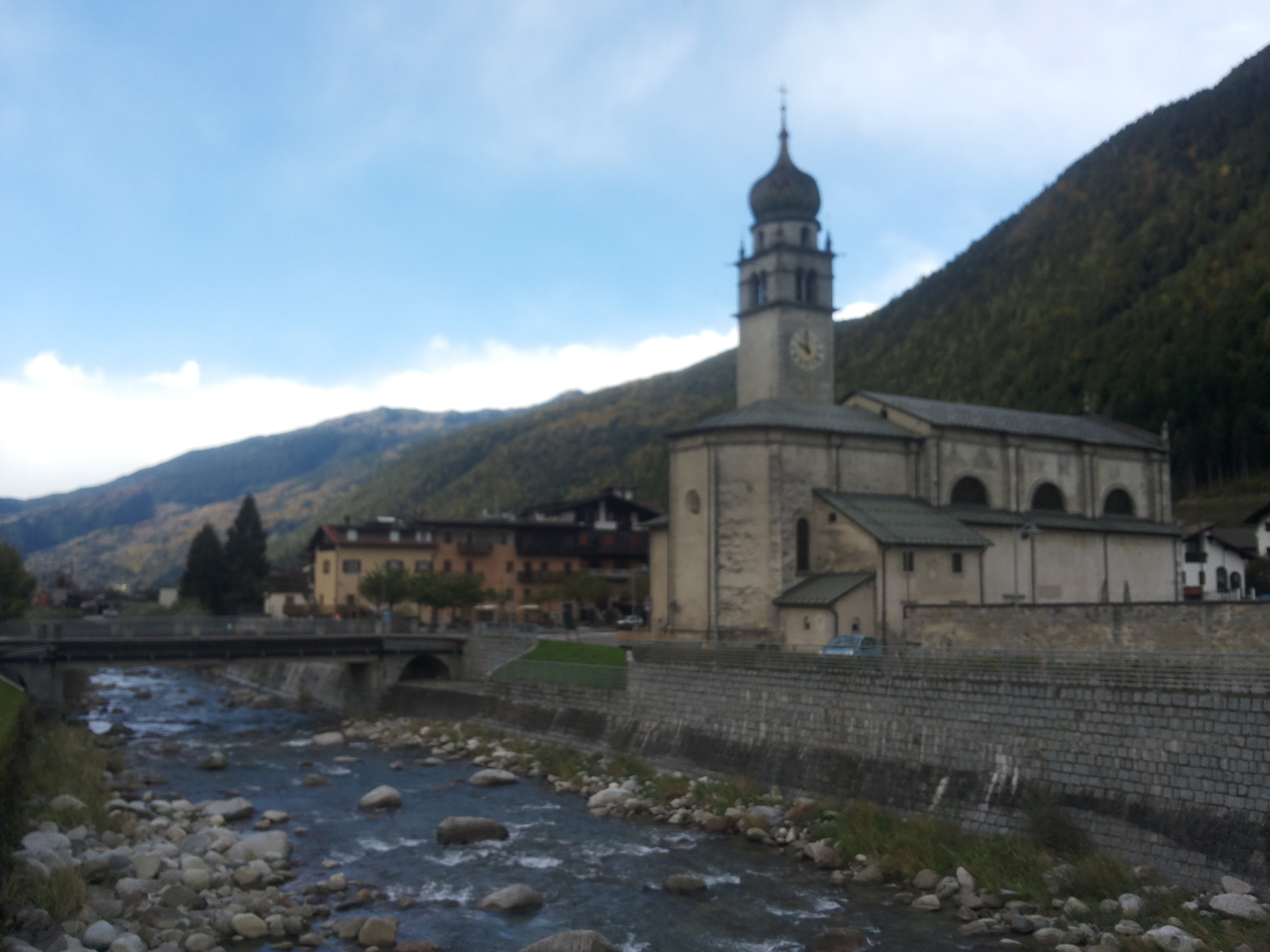
A Sarca a Rendena-völgyben, a spiazzói San Vigilio templomnál

A Sarca folyó forrásvidéke Trentino területén fekszik. Három hegyi patak összefolyásából keletkezik. A Presanella-hegycsoportban eredő három hegyi patak, a Sarca di Campiglio, a Sarca di Nambrone és a Sarca di Genova a Rendena-völgyben, Pinzolo község (ismert síközpont) közelében folyik össze, innen indul a Sarca folyó. A három patak összefolyásától a Garda-tóig a Sarca folyó saját hossza kb. 60 km, ehhez hozzá szokták számolni a Sarca di Genova 17 km-nyi nyomvonalát, így adódik a 77 km-es összhosszúság.
A Sarca a Rendena-völgyben halad Tione di Trentóig, majd nyugatra fordul a Judikáriák (Giudicarie) vidéken keresztül, és Nago–Torbole városnál a Garda-tóba torkollik.

### A Garda-tó

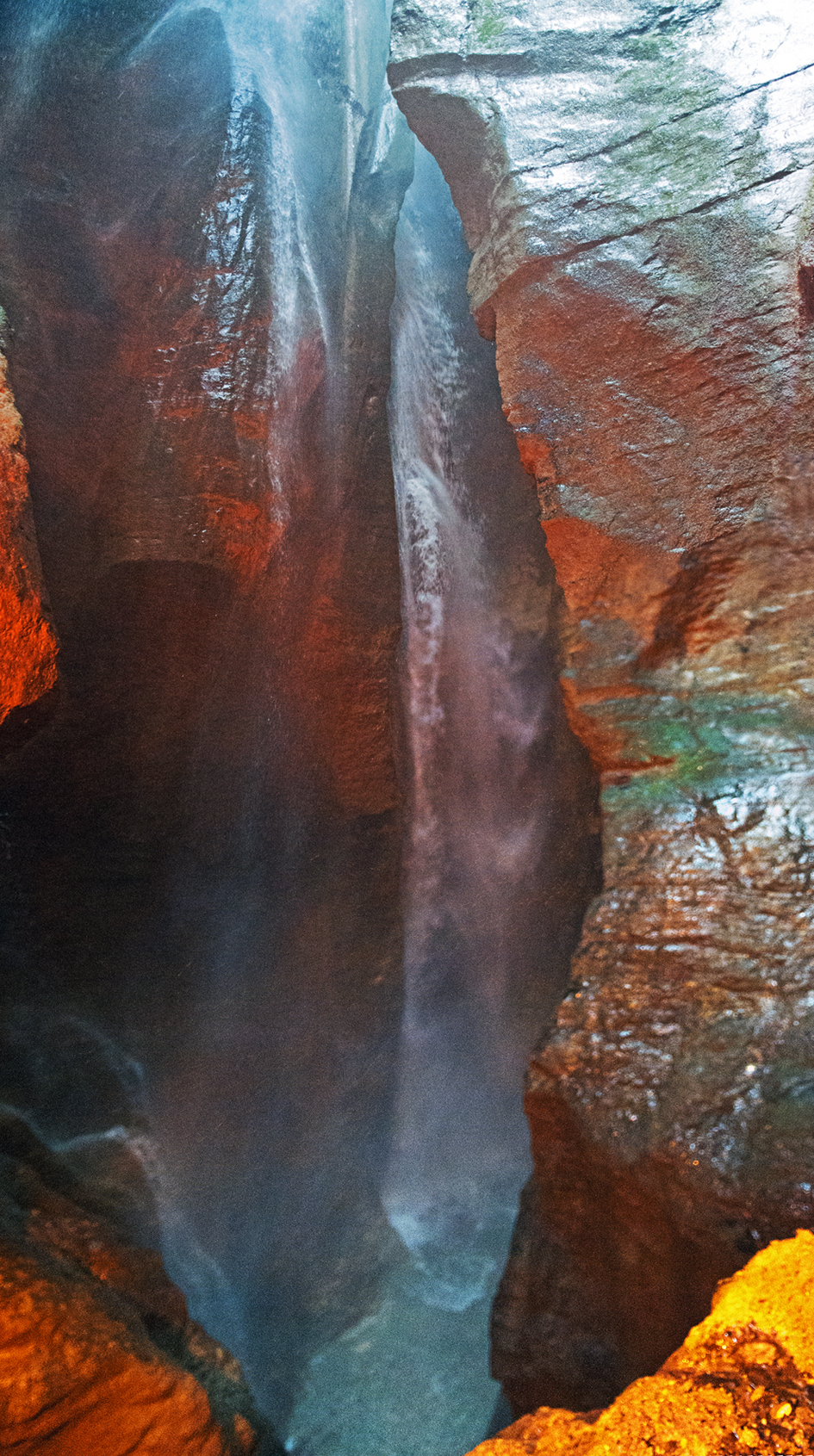
A megfagyott Varone-vízesés Riva del Gardánál

A Garda-tó partvidéke mentén további hegyi patakok ömlenek a tó medencéjébe, alapvetően a nyugati (folyásirány szerint jobb) part felől, mivel a tó keleti (bal) partján szinte teljes hosszában a Monte Baldo hosszú hegylánca uralja, amely szinte függőleges sziklafalként szakad be a tóba. Itt nincsenek nagyméretű, elágazó folyóvölgyek, kiterjedt vízgyűjtő területek. Erről az oldalról csak apróbb vízerek ömlenek a tóba, közülük a leghosszabb, az Aril patak is csak 175 méter hosszú. Ez Malcesine község Cassone nevű frakciójánál ömlik a tóba.
A tavat tápláló folyóvizek közül fontos még a Magnone hegyi folyó (torrente), Riva del Garda város folyója, amely Varone városrésznél egy impozáns, 108 méter magas vízesést képez. Említendő még az Albola-patak (más néven Gamella), a Garda-tó északi végénél ömlik a Magnone folyóba.
Említést érdemes a Ledro közelében található, jégkorszaki eredetű Ledrói-tó, melynek felszíne 2,19 km², mélysége 48 méter. Innen lép ki a Ponale hegyi folyó, mely a Garda-tavat táplálja. 1928-től a tó vizét elektromos energia termelésére vették igénybe, ehhez sziklába vágott alagutat építettek a 600 méterrel lejjebb fekvő Garda-tóig. Emiatt a tó felszínének magassága naponta 1–1,5 métert ingadozik. A Ponale folyó 30 méter magas, látványos vízesése a vízlépcső építésekor eltűnt.

### A Mincio folyó

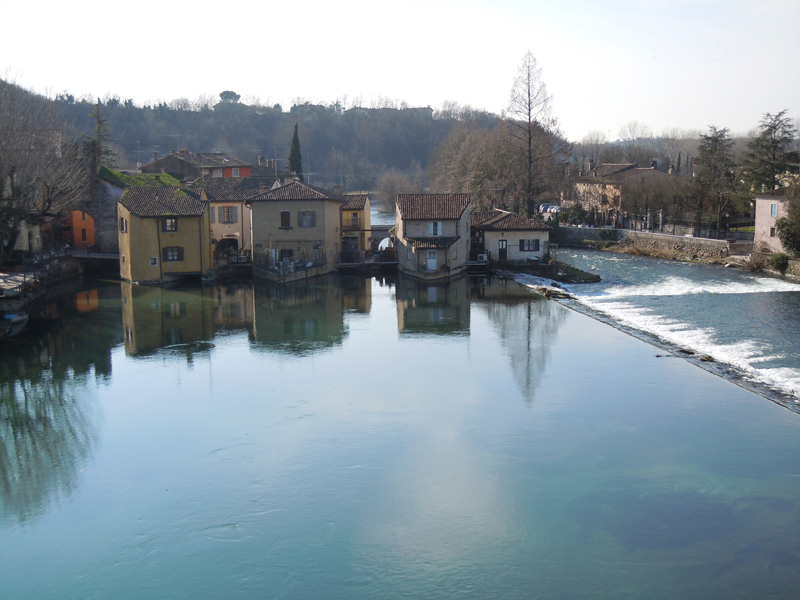
A Mincio folyó Valeggio városánál

A Mincio folyó a Garda-tóból lép ki Peschiera városnál. Először morénadombok között folyik Valeggióig, majd kilép a Pó-síkságra. A folyó Mantovig tartó középső szakaszát nem kísérik árvízvédelmi töltések, mert a folyóágy környező síkság szintjéhez képest nagy természetes bemélyedésekben, a „Mincio-völgyekben” folyik, mely természetvédelmi terület (Riserva naturale Valli del Mincio).
Mantovát elérve a folyó nyomvonalán három tavat alkot, a Felső-, a Középső és az Alsó-Mantovai tavat. A várostól délre a Roncoferraróhoz tartozó Governolo térségében, már gátrendszerrel hajózhatóvá téve betorkollik a Pó folyóba, annak bal oldali (északi) mellékfolyójaként.

## További információ
- Sui ghiacciai dell'Adamello-Presanella (alto bacino del Sarca-Mincio) (olasz nyelven). Róma: Società Geografica Italiana (1912)
- Riserva Regionale Valli del Mincio (olasz nyelven). parks.it. (Hozzáférés: 2020. október 26.)
- Projetto SarcaGardaMincio (olasz nyelven) (pdf). arpa.veneto.it, 2007. (Hozzáférés: 2020. október 26.)
- Consorzio dei Comuni BIM Sarca Mincio Garda. Provincia di Trento (olasz nyelven). bimsarca.tn.it. (Hozzáférés: 2020. október 26.)